# 识文彩绘盝顶长方形漆奁
识文彩绘盝顶长方形漆奁是中華人民共和國禁止出国（境）展览文物之一，1973年出土於湖南省长沙市东郊东屯渡乡（今芙蓉区马王堆街道），是马王堆汉墓三号墓的随葬品，現藏于湖南博物院。
奁在現代多稱為化妝箱、首飾箱。

## 规格
识文彩绘盝顶长方形漆奁长48.5cm，宽25.5cm，高21cm，奁盖为盝顶。